# La Vecilla
La Vecilla è un comune spagnolo di 448 abitanti situato nella comunità autonoma di Castiglia e León.
Tipici della zona sono gli allevamenti di galli, le cui piume sono utilizzate per la pesca con la mosca. La seconda domenica di marzo si tiene lo spettacolo delle piume e delle mosche artificiali, dove si esibiscono la montatura e la mosca. Le razze autoctone allevate a tal fine sono: Indio de León e Pardo de León.